# (4173) Thicksten
(4173) Thicksten (1982 KG1) – planetoida z pasa głównego asteroid okrążająca Słońce w ciągu 3,63 lat w średniej odległości 2,36 j.a. Odkryta 27 maja 1982 roku.